# Manège (machine)

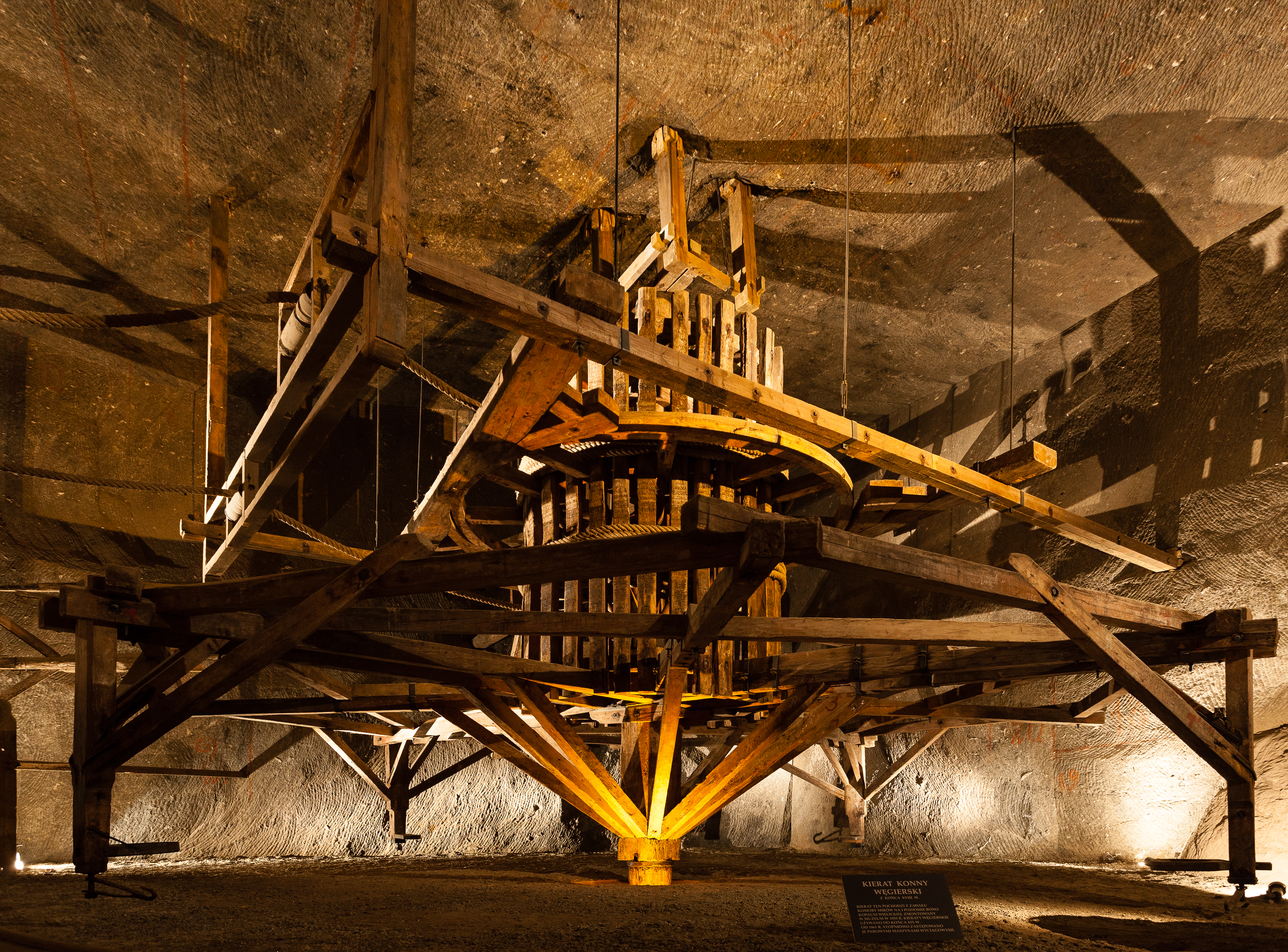
Un manège à chevaux dans la mine de sel de Wieliczka en Pologne.

Un manège est un mécanisme utilisant la force des animaux (chevaux, bœufs, ânes...) pour faire mouvoir des machines. Le mot est encore employé par analogie à des appareils munis d’un train d’engrenage. Ce système était très utilisé pour l'extraction minière en Europe entre le XVIe siècle et le XIXe siècle ; il est également appelé machine à molette ou baritel.

## Mines
Au XVIe siècle, l'extraction du charbon se fait essentiellement par treuil à bras, actionné par des hommes. C'est à cette époque que le premier manège à chevaux est installé sur un puits de mine des houillères de Decize dans la commune de La Machine (Nièvre) qui lui doit son nom. Ce dispositif nommé baritel se compose d'un manège circulaire où les chevaux sont attelés pour mettre en mouvement un arbre vertical supportant deux bobines où s'enroulent les câbles, et d'un châssis à molette (sorte de petit chevalement) équipé de jambes de force et supportant les poulies par où passent les câbles avant de s'enfoncer dans le puits. 
La structure est souvent abritée dans un bâtiment en pan de bois. Ce type de machine se généralise au  XVIIIe siècle avant d'être progressivement remplacé par les machines à vapeur et les chevalements au cours du XIXe siècle, pour finalement disparaître des bassins miniers européens au début du XXe siècle.

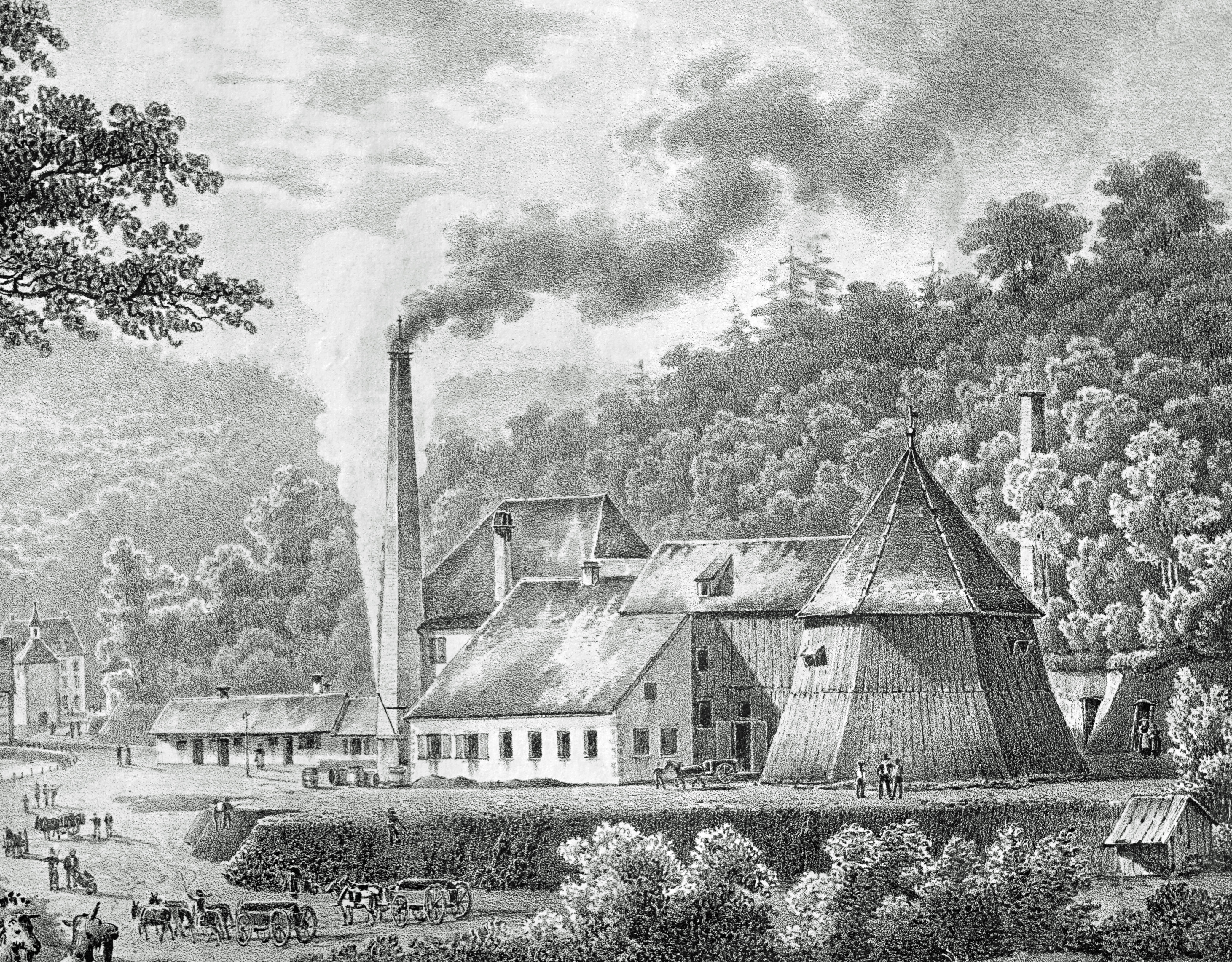
Le puits Saint-Louis, équipé d'un baritel (bâtiment incliné en bois) qui est resté en place après l'installation d'une machine à vapeur (cheminée) le remplaçant.
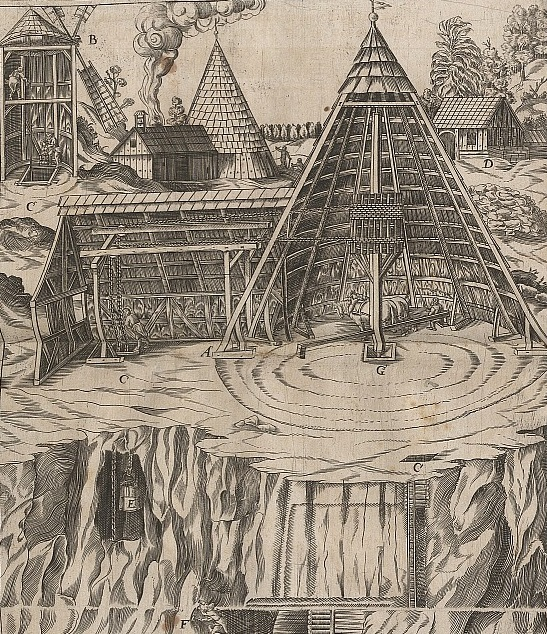
Représentation d'un baritel de mine.
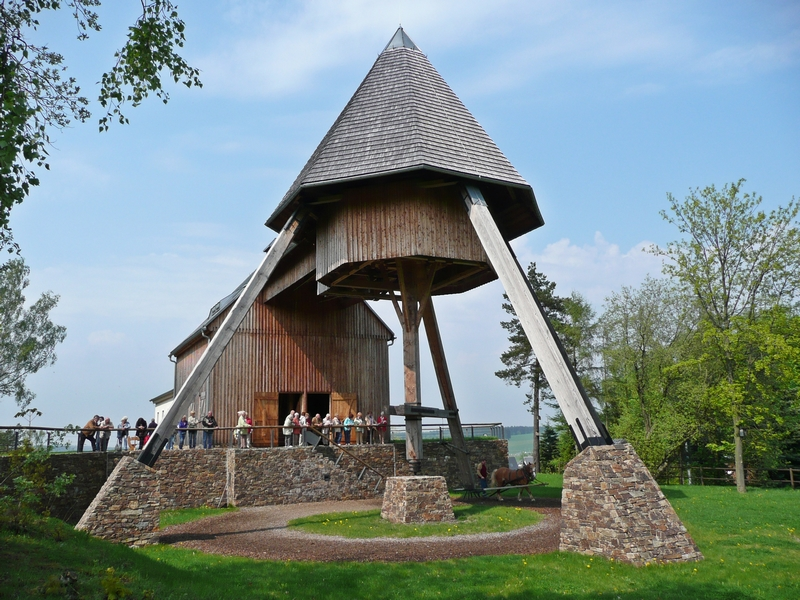
Reconstitution d'un baritel à Marienberg (Saxe).

## Agriculture
Les manèges à chevaux était également très utilisés pour l'agriculture avant la généralisation des machines à vapeur (les locomobiles).

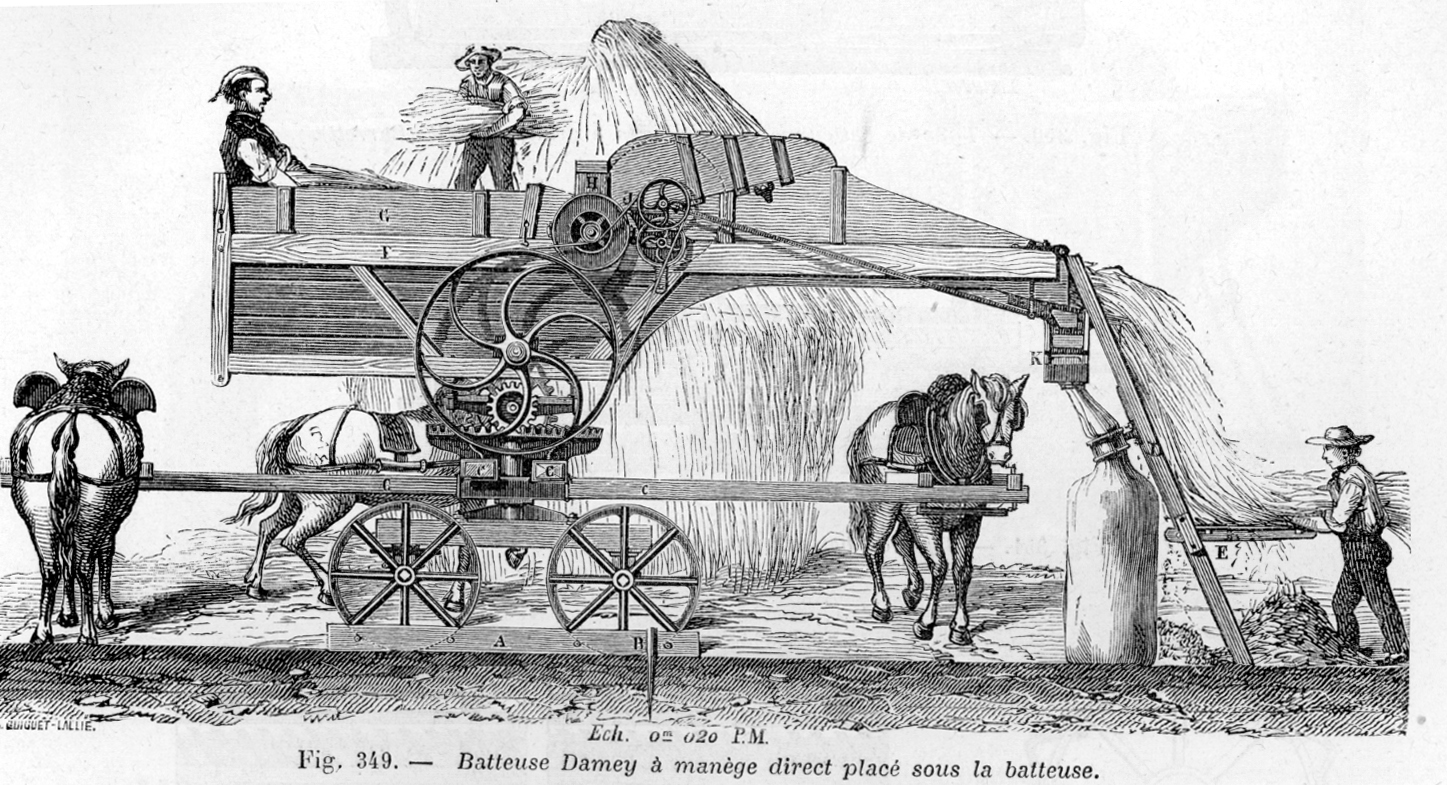
Une batteuse utilisant la force animale en 1881.
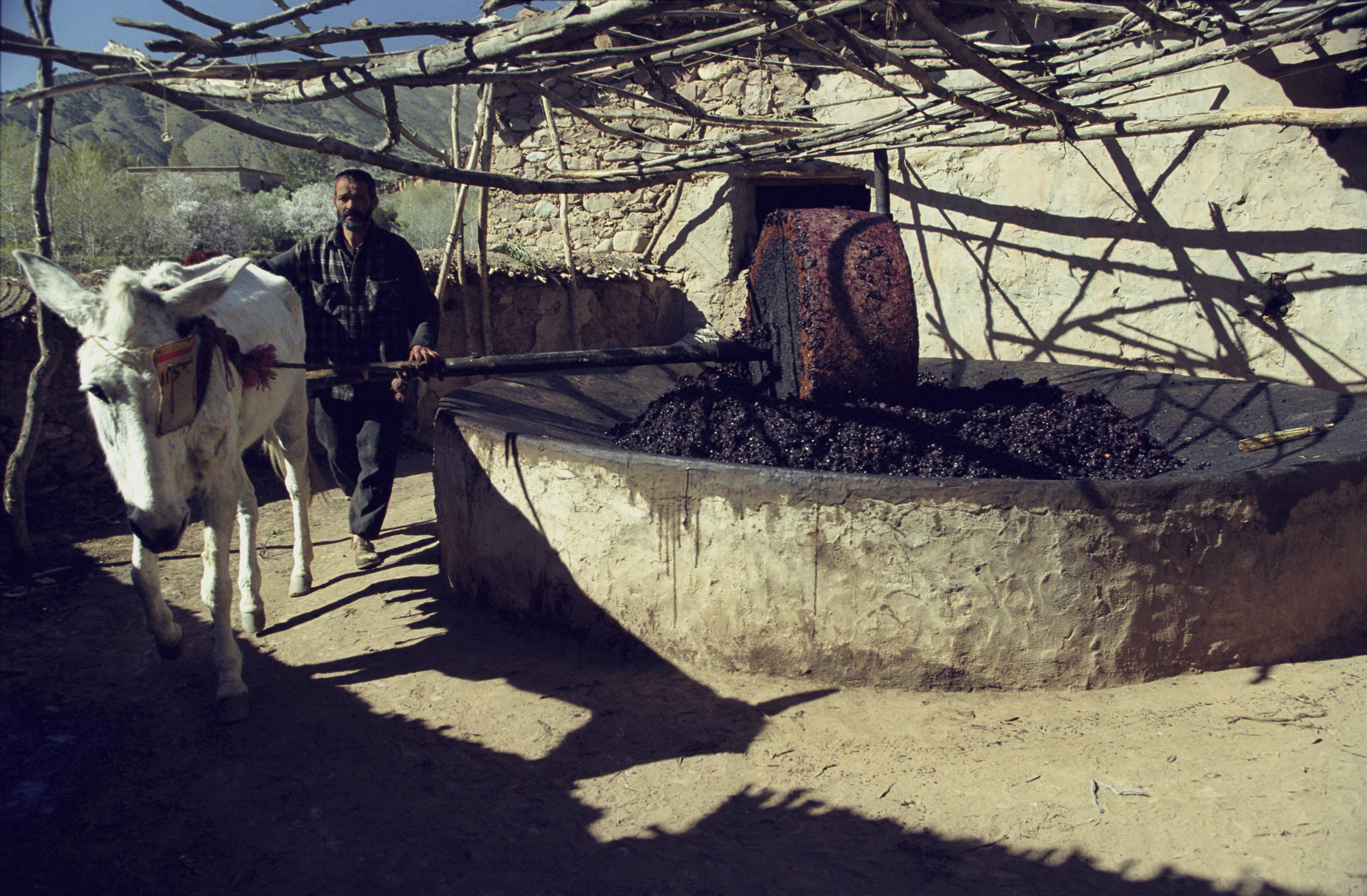
Une meule à olives fonctionnant sur le principe du manège.
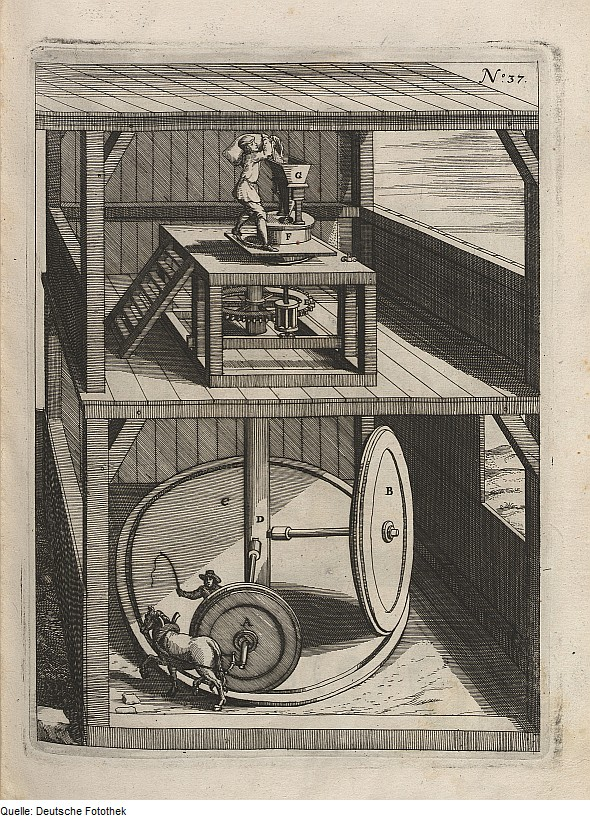
Concasseur utilisant la force des chevaux.
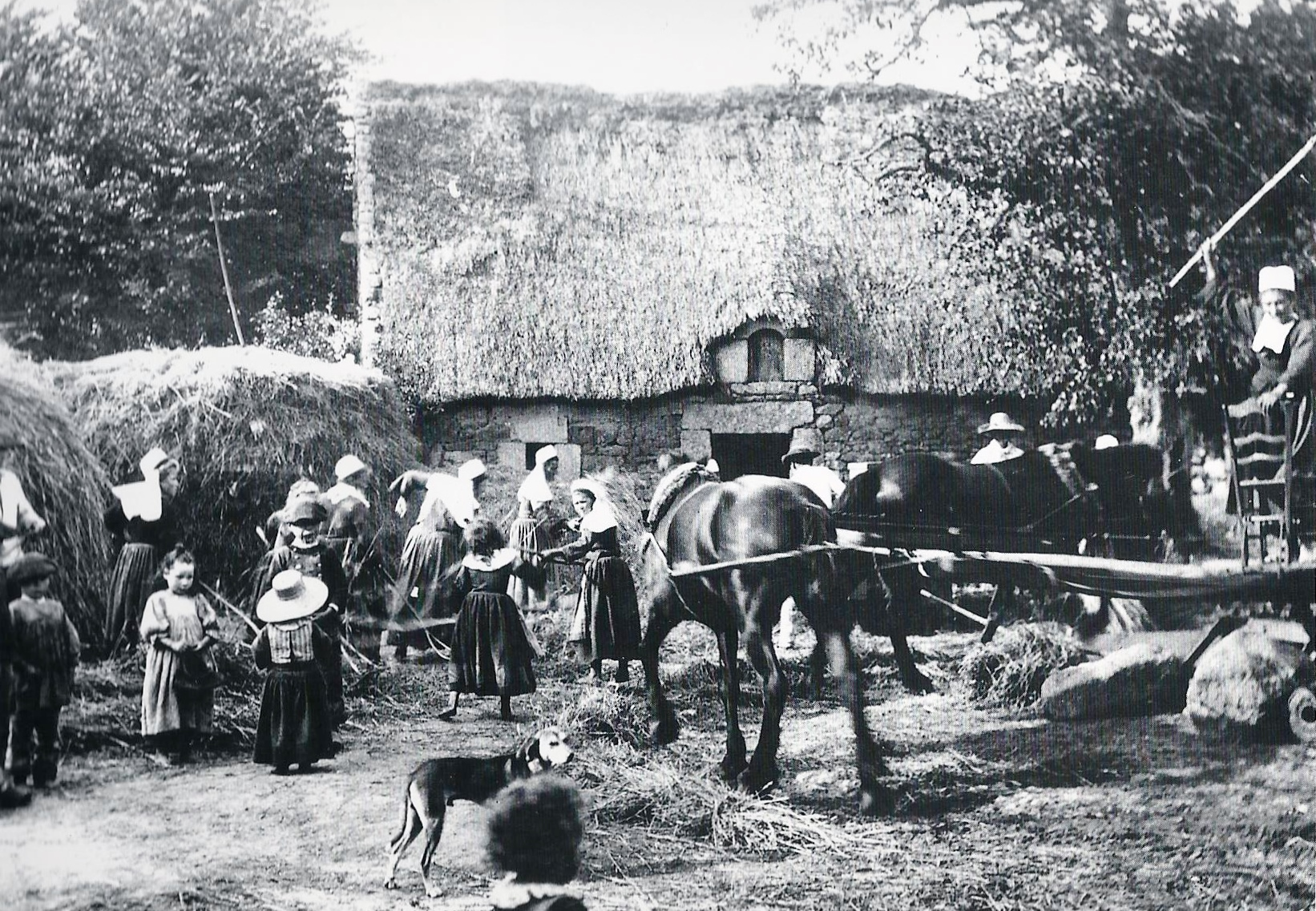
Battage au manège à Port Manec'h vers la fin du XIXe siècle.
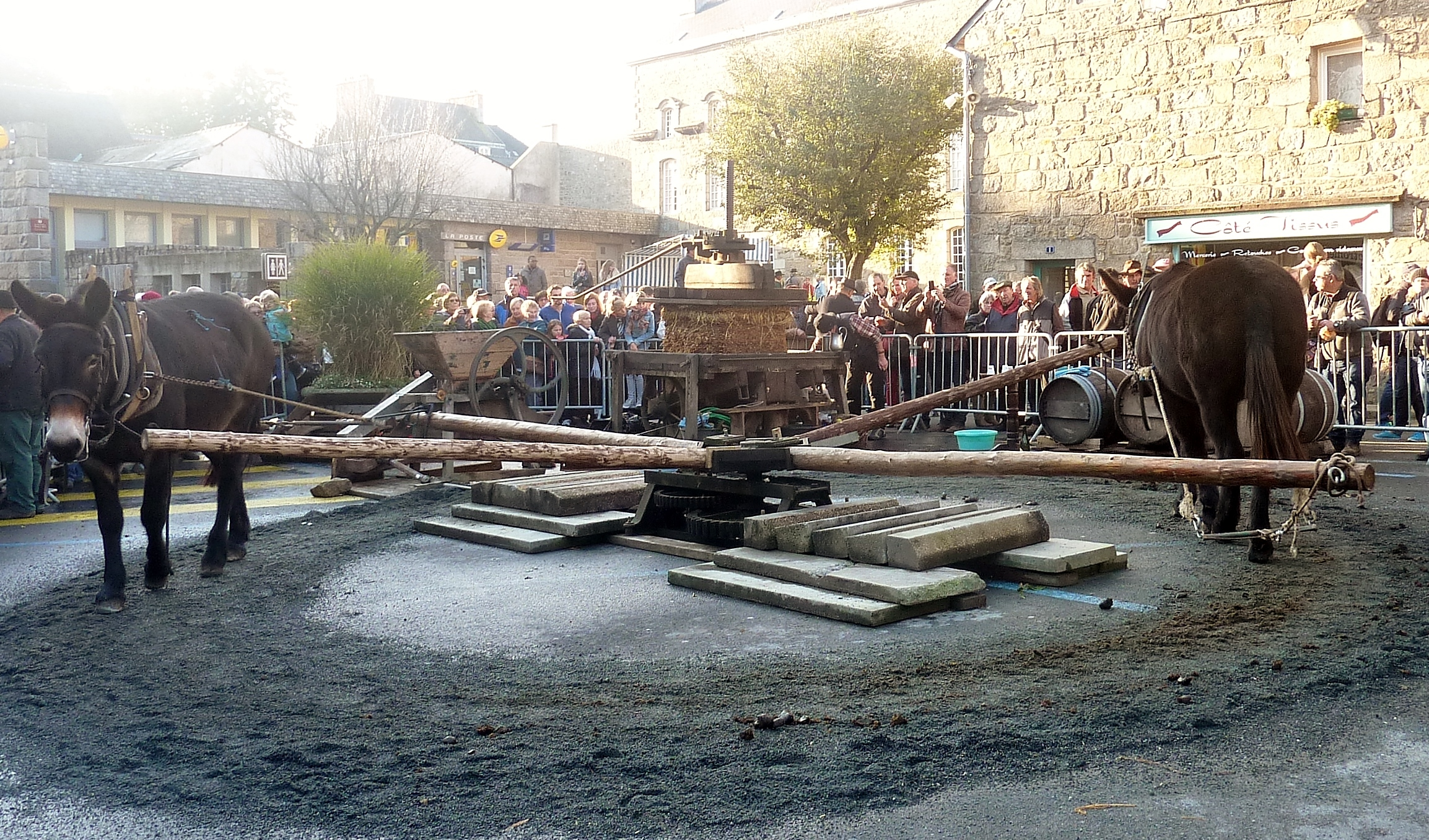
Manège tiré par des chevaux actionnant un pressoir à cidre ("Fête des tisserands" à Quintin).
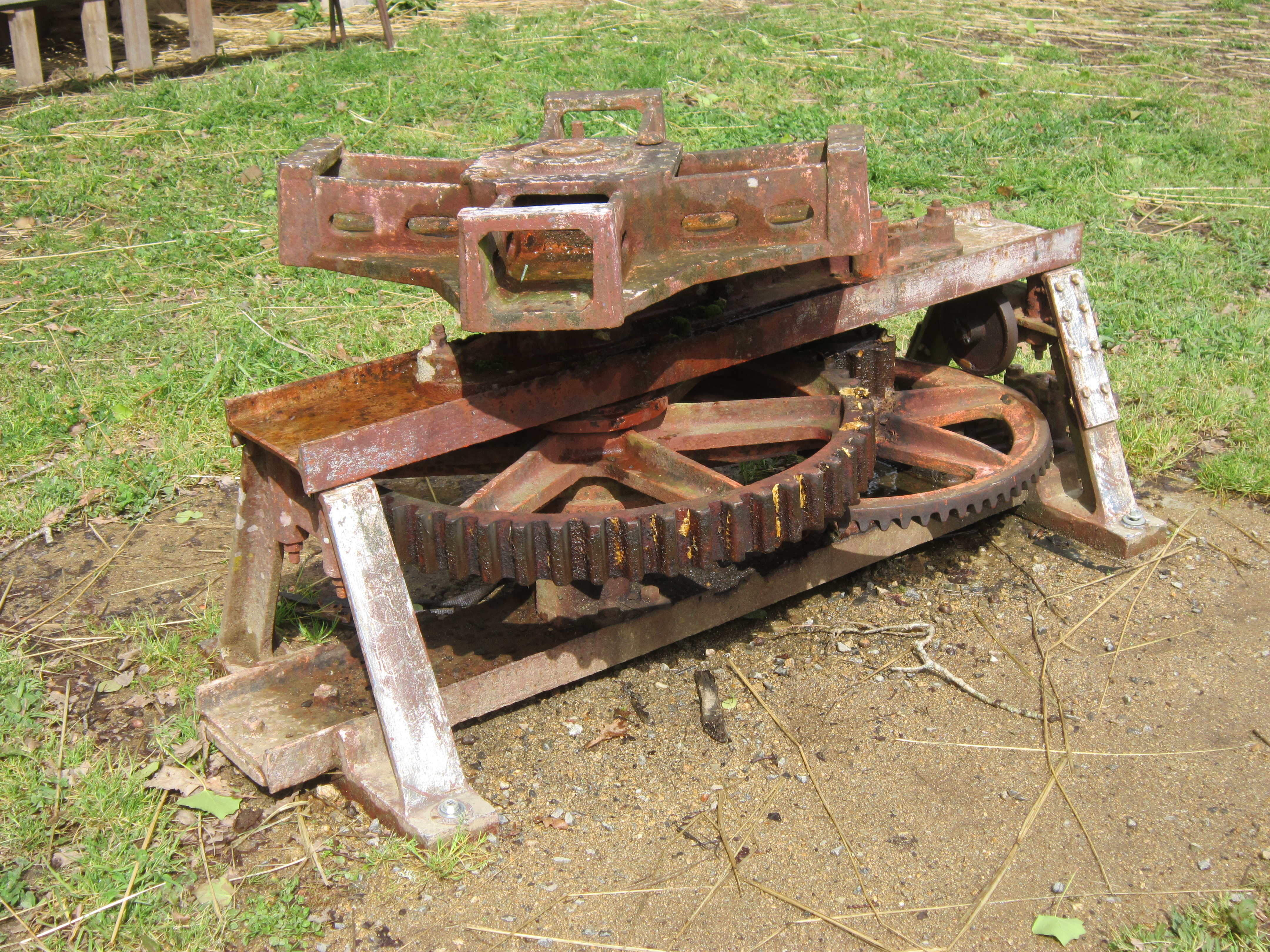
Écomusée de Saint-Dégan : mécanisme central d'un manège à chevaux.

## Navigation
Les roues à aubes de certains bateaux ont été entraînées par un manège de chevaux ou de bœufs embarqués. Un ouvrage anonyme du IVe ou Ve siècle évoque une liburne mue par des bœufs.
Des exemples existent au XVIIIe siècle sur la Tamise à Londres et sur la Seine à Paris, au XIXe siècle sur la Dordogne à Saint-André-de-Cubzac et sur le Léman à Genève en 1825-1826,, sur le lac de Garde de 1830 à 1839, sur le canal de Saint-Quentin (souterrain de Riqueval) de 1856 à 1906. Des dizaines de horse ferries sont connus aux États-Unis au début du XIXe siècle, au moins huit rien qu’à Manhattan sur l’Hudson ou l’East River. 

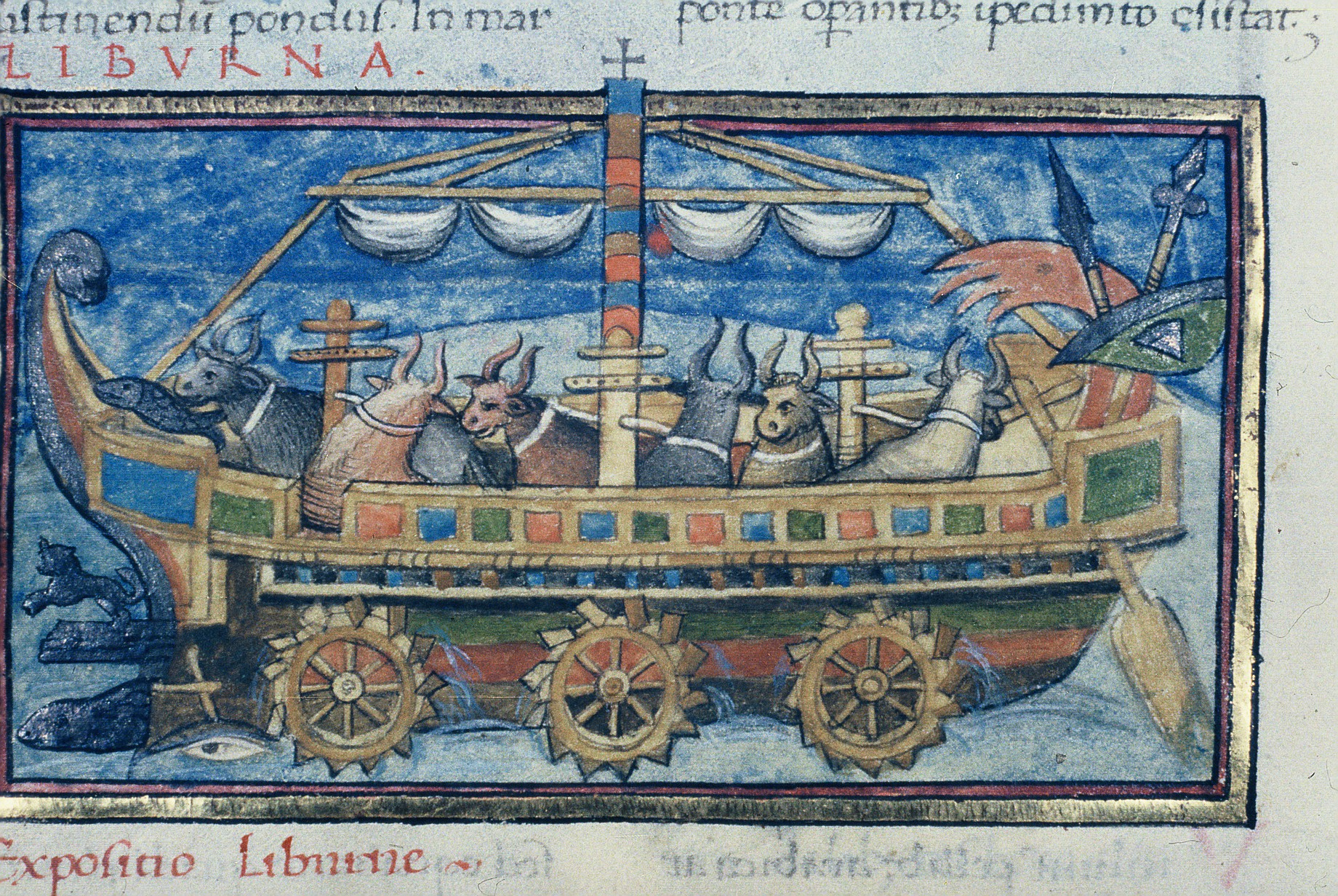
Liburne automotrice, De Rebus Bellicis, IVe ou Ve siècle[3].
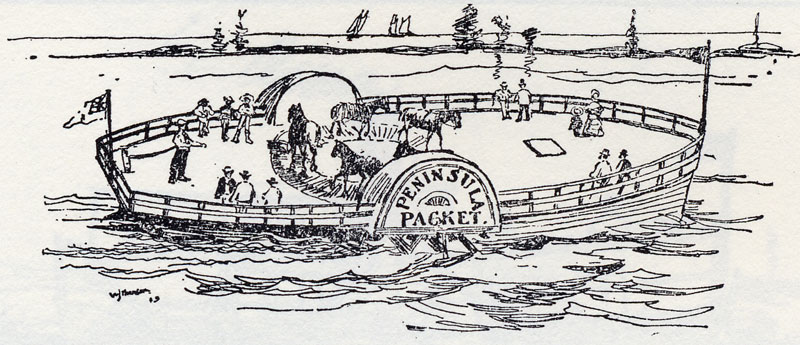
Horse boat à Toronto, Canada, années 1840.
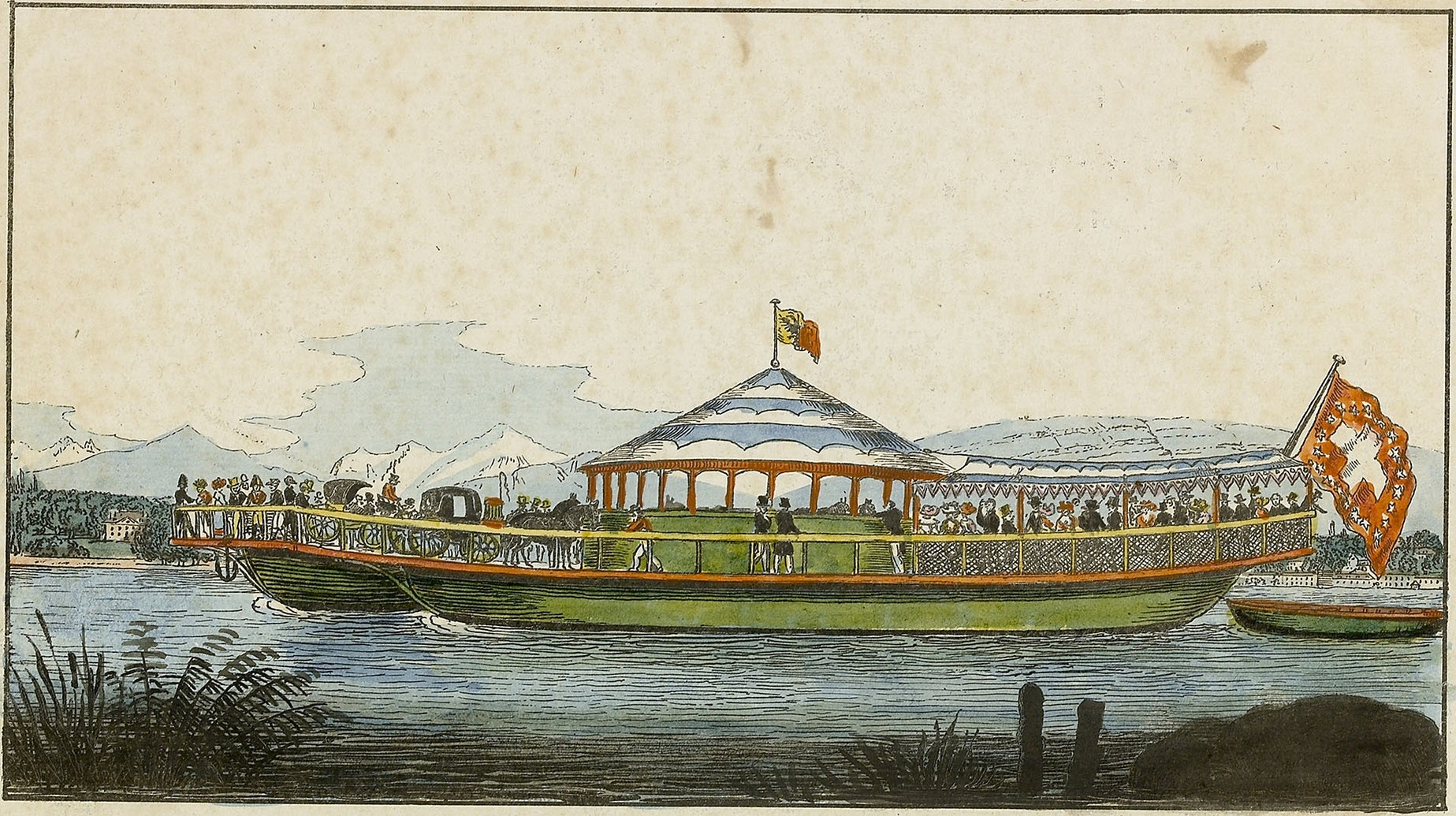
Bateau-manège à Genève en 1825.